# 熊德陽
熊德陽（1575年—17世紀），字龍光、日乾，號青屿，别號六龍，江西南康府建昌縣（今永修縣）人，明朝、南明政治人物。

## 生平
熊德陽是萬曆二十八年（1600年）江西鄉試舉人，萬曆三十五年（1607年）成進士，獲授高明知縣，三十七年調任德清，因父母逝世辭官。四十三年起用為上海知縣，歷任兵部主事和刑科給事中，彈劾管工與宦官侵吞金錢、選婚內使騷擾驛遞等不法事情，請求下旨責問，並指出宮廷與官署本是一體，偏坦一方並不公平；陵監袒護宦官齊進忠盜竊御爐，他堅持送其到三法司審問。
其後熊德陽奉命到北鎮祭告，往返遼東，稟告當地軒輊；廣寧戰敗後，他上疏指責兵部尚書張鶴鳴，請求以明世宗殺丁汝夔、明神宗逮石星的故事，與王化貞同時查究。魏忠賢及給事中郭鞏詆毀熊廷弼，又排擠熊德陽，倪思輝、楊漣、李應昇、周宗建抗疏拯救，葉向高、鄒元標乞求賜還；不久楊漣彈劾魏忠賢二十四大罪，黨中斷續引用他斥責的奄七罪，於是附會者把他寫入《東林點將錄》。
崇禎初年，熊德陽起復，入京任刑科給事中。不久，任副主考，隨主考黃道周典浙江鄉試。
弘光帝即位後，起為原官，以太僕少卿候陞，隆武帝時，召官大理左少卿，福京失陷後不接受清朝召用，隱居在雲門，八十歲時去世。

## 家庭
曾祖熊傑立。祖父熊守實。父熊森。母吴氏。具庆下。弟德曜、德明。
子熊士元，字伯高。崇禎十七年（1644年）選貢。
子熊士愷，字仲高。天啟七年（1627年）舉人，二人都不出仕，時人稱為「真孝廉」。